# Aachener Protokoll
Das Aachener Protokoll war ein am 15. November 1818 von den Botschaftern der vier am Aachener Kongress teilnehmenden verbündeten Staaten Russland, Österreich, Preußen und Großbritannien sowie vom Außenminister des neu zu dieser Allianz hinzugetretenen Frankreichs unterzeichnetes Dokument, welches das Bündnis dieser europäischen Großmächte bekräftigte.

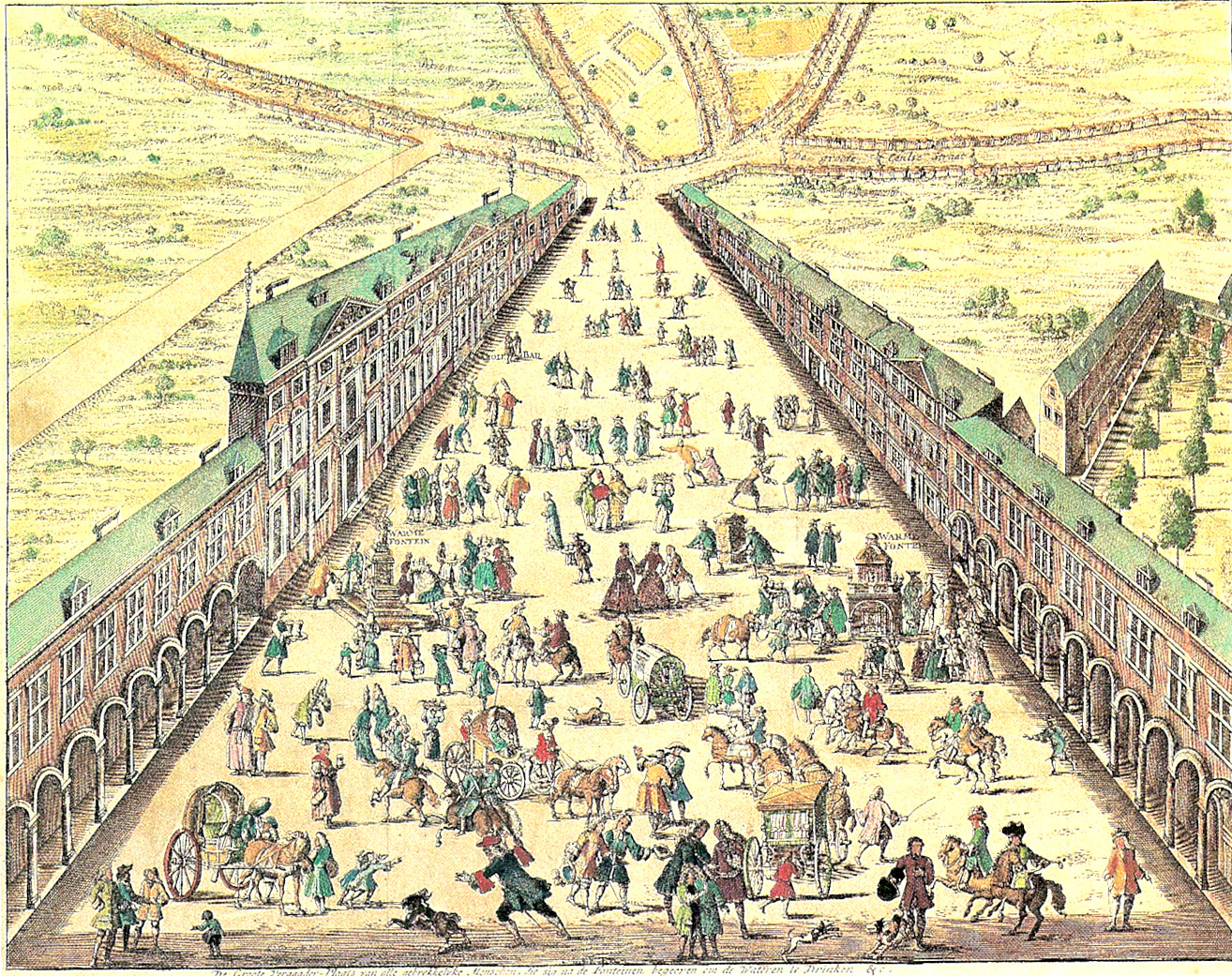
Quartier Metternichs in der Aachener Komphausbadstrasse (Haus Karlsbad; hinten-links)

Nachdem König Ludwig XVIII. am 12. November 1818 der Einladung der vier am Aachener Kongress vertretenen Staaten gefolgt war, durch Mitwirkung an den dortigen Verhandlungen künftig zur Sicherung des Friedens in Europa beizutragen, erfolgte die Unterzeichnung des fünf Punkte umfassenden Aachener Protokolls am 15. November durch Metternich, Richelieu, Castlereagh, Wellington, Hardenberg, Bernstorff, Nesselrode und Kapodistrias. In den ersten beiden Artikeln des Protokolls bekräftigten Russland, Österreich, Preußen und Großbritannien ihr Bündnis zur Aufrechterhaltung des allgemeinen Friedens. Im dritten Artikel erklärten sie, dass nun auch Frankreich nach der Restauration der Monarchie in ihren Zusammenschluss aufgenommen sei. Ferner verständigten sich die Großmächte im vierten Artikel auf die Schaffung eines effizienten diplomatischen Kommunikationssystems sowie im fünften Artikel auf die Bekanntmachung der Beschlüsse durch eine eigene Deklaration, die noch am gleichen Tag in ganz Europa verlautbart werden sollte. Somit gehörte Frankreich als fünfte Großmacht ab sofort wieder dem Europäischen Konzert an.

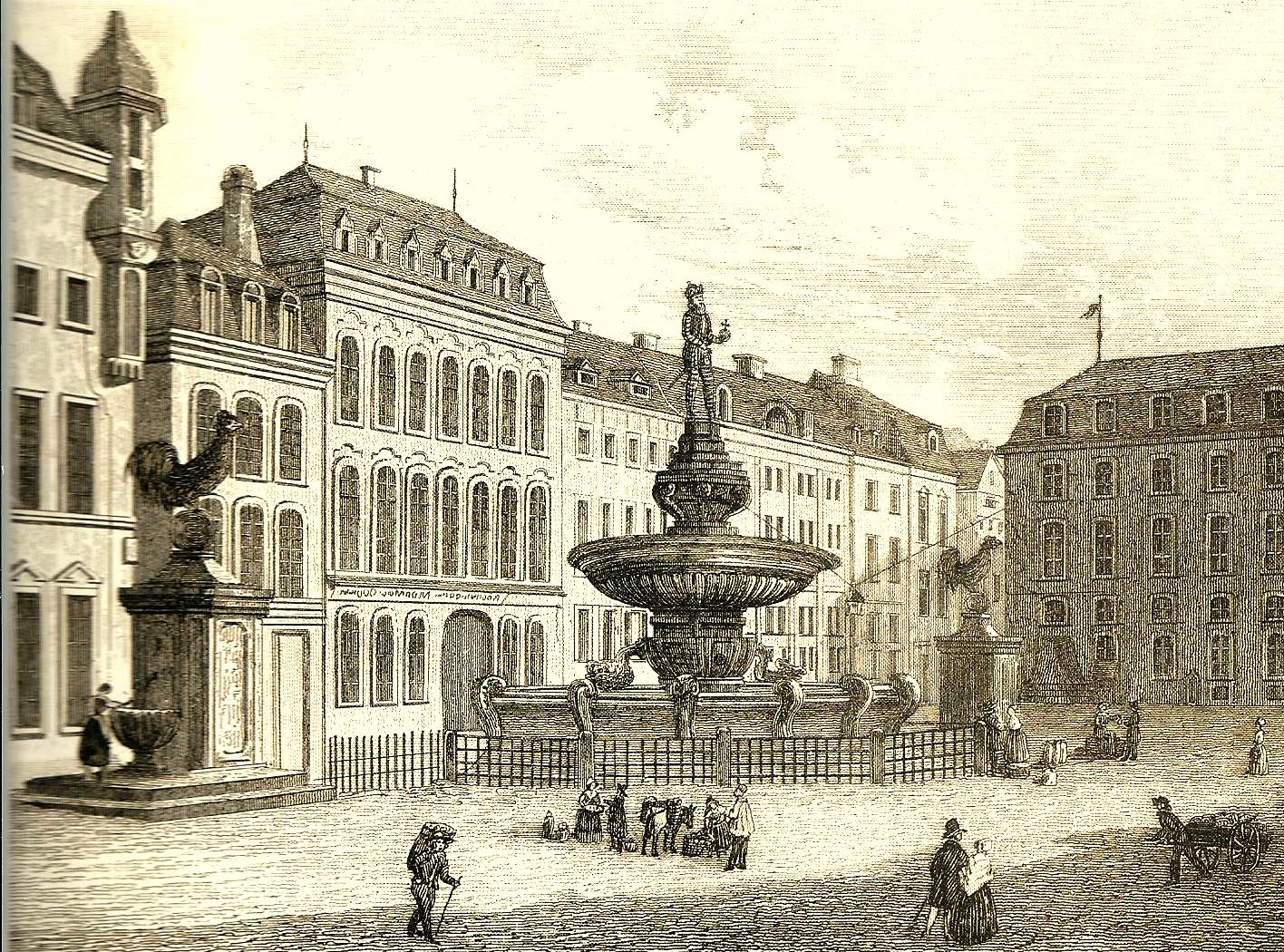
Quartier Hardenbergs am Aachener Markt (Haus Bettendorf; Mitte-links)

Als Aachener Protokoll wird auch eine am 21. November 1818 geschlossene, das Wiener Reglement vom 19. März 1815 ergänzende Absprache bezeichnet, welche die Rangordnung des diplomatischen Korps festsetzte. Demnach wurden vier Klassen diplomatischer Vertreter unterschieden, von denen an erster Stelle die Botschafter, päpstliche Legaten und Nuntien kamen, dann die Gesandten und päpstlichen Internuntien, schließlich die Ministerresidenten und an letzter Stelle die Geschäftsträger.